# Leucochrysa amistadensis
Leucochrysa amistadensis là một loài côn trùng trong họ Chrysopidae thuộc bộ Neuroptera. Loài này được Penny miêu tả năm 2001.